# Tanjung Mas (Rantau Alai)
Tanjung Mas is een bestuurslaag in het regentschap Ogan Ilir van de provincie Zuid-Sumatra, Indonesië. Tanjung Mas telt 1256 inwoners (volkstelling 2010).